# Françoise de Panafieu
Françoise de Panafieu, née Missoffe le 12 décembre 1948 à Moyeuvre-Grande (Moselle), est une femme politique française.
Ministre du Tourisme en 1995 dans le premier gouvernement d'Alain Juppé, Françoise de Panafieu est députée de la dix-septième circonscription de Paris de 1986 à 1995 et de 1997 à 2002, puis de la seizième circonscription de Paris de 2002 à 2012.
Membre du RPR, de l'UMP puis des Républicains, elle est conseillère de Paris de 1979 à 2014, élue dans le 17e arrondissement de Paris, dont elle est élue maire en 2001.
D'abord candidate à l'investiture du parti gaulliste pour les élections municipales de 2001, elle soutient finalement Philippe Séguin contre les listes dissidentes du maire sortant Jean Tiberi et devient alors maire du 17e arrondissement. Briguant la mairie de Paris lors des élections municipales de 2008 face au sortant socialiste Bertrand Delanoë, elle est néanmoins battue par celui-ci.

## Biographie

### Famille
Françoise de Panafieu est la fille aînée d'une fratrie de huit enfants et grandit principalement en région parisienne. Joueuse de tennis, elle est classée à quinze ans.
Son père, François Missoffe, ancien des Forces françaises libres, a été député gaulliste, avant de prendre en charge plusieurs portefeuilles ministériels au service du général de Gaulle et a été ambassadeur au Japon. Il fut aussi président de Bull et directeur général de la Lyonnaise des eaux, puis collaborateur du président Valéry Giscard d'Estaing à l'Élysée.
Son père a en particulier été le premier ministre de la Jeunesse et des Sports, de 1966 à 1968, nommé lors du remaniement qui suivit l'élection présidentielle de décembre 1965. Dans le cadre de ces fonctions, il est auteur d'un rapport publié à l'automne, appelé « Livre blanc sur la jeunesse », élaboré après un an et demi de consultations lancées en mai 1966, précédées par un grand débat radiodiffusé avec 50 jeunes et un « Tour de France Inter » pour consulter des jeunes de tout le pays. L'opération est appuyée par une campagne médiatique sur l'ORTF.
Sa mère, Hélène Missoffe (née de Mitry), a également été députée et secrétaire d'État à la Santé sous la présidence de Valéry Giscard d'Estaing. Son frère, Alain Missoffe, a été candidat malheureux à la huitième circonscription de la Moselle aux élections législatives de 2007, face à Aurélie Filippetti, et nommé au Conseil économique social et environnemental de Lorraine. Par sa mère, elle est liée à la famille Wendel et est cousine d'Ernest-Antoine Seillière, l'ancien dirigeant du patronat français et président du groupe Wendel. Elle est également cousine arrière-issue de germain avec le Premier ministre Gabriel Attal et la journaliste Apolline de Malherbe avec qui elle partage un même arrière-arrière-grand-père.
Elle est mariée depuis le 12 février 1970 à Guy de Panafieu,, avec qui elle a quatre enfants. Diplômé de Sciences-Po Paris et de l'ENA, il a été inspecteur des finances, puis cadre dirigeant de la Lyonnaise des eaux (devenue groupe Lyonnaise-Dumez, puis plus tard groupe Suez), puis président du groupe public informatique Bull et aujourd'hui cadre dirigeant bancaire de CA-CIB (Crédit Agricole-Corporate and Investissement Bank) et membre du conseil de surveillance du groupe M6 (télévision).

### Carrière professionnelle
La rumeur voulant qu'à 19 ans elle ait été anarchiste libertaire à l'université de Nanterre est un ragot « colporté surtout par les staliniens et par la presse de caniveau de l'époque », car elle n'a « jamais mis les pieds dans une réunion » des anarchistes, selon le fondateur de ce groupe Jean-Pierre Duteuil. L'hebdomadaire Minute a lancé la rumeur,, et même le reporter Jean Bertolino, instruit par l'avocat François Sarda, l'a diffusée, pour tenter d'expliquer que Daniel Cohn-Bendit ait échappé à une expulsion du territoire après une émeute dans la faculté.
Trois mois après, quand Cohn-Bendit deviendra célèbre, l'étudiante devra passer mai et juin 1968 dans la propriété familiale avec ses sept frères et sœurs, en Normandie, pour fuir les paparazzi qui la harcèlent. Cette rumeur infondée, catégoriquement démentie dès 2000, va pourtant perdurer, en parlant d'intervention de la jeune femme auprès de son père, dans le livre de Gabriel Cohn-Bendit en 1999 puis dans les entretiens avec Stéphane Paoli et Jean Viard publiés en novembre 2009 par son frère, Daniel Cohn-Bendit, qui l'année suivante ne mettra plus le détail qu'au conditionnel dans sa biographie par Emelyne Cazi, s'attirant en 2011 une série de démentis de l'intéressée,, mariée depuis le 12 février 1970 à un chef d'entreprise.
Françoise de Panafieu, diplômée de la Chambre de commerce et d'industrie de Paris, a étudié l'histoire à Nanterre en 1967-1968 et est diplômée d'une licence en sociologie de la Faculté des sciences humaines de Paris.
De 1970 à 1973, elle est cadre dans une société de recrutement de personnel puis entre rapidement en politique comme assistante parlementaire de son père François Missoffe, alors député du 17e arrondissement de Paris.

### Parcours politique

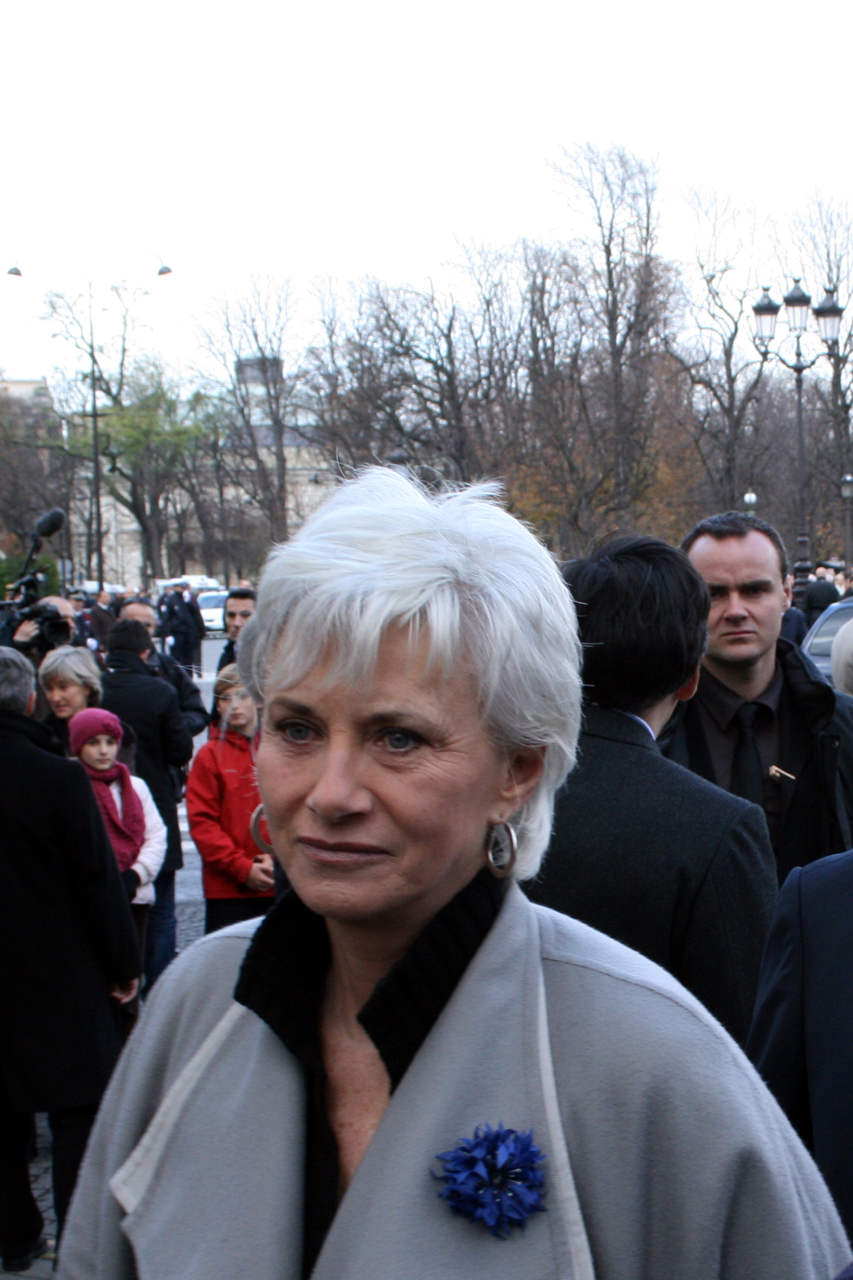
Françoise de Panafieu aux cérémonies du 11 novembre 2007.

En 1979, elle entre au Conseil de Paris comme conseillère du 17e arrondissement après la démission de sa mère, Hélène Missoffe.
De 1980 à 1983, elle est adjointe au maire de Paris, Jacques Chirac, chargée des questions périscolaires. Elle est ensuite chargée de la culture, de 1983 à 1995. Elle institue en 1993 une commission chargée d'identifier et de mettre à l'index les ouvrages « contraires aux bonnes mœurs » présents dans les bibliothèques municipales.
De 1983 à 1995, elle est conseillère de Paris du 16e arrondissement.
En mars 1986, suppléante d'Alain Juppé, elle devient députée RPR quand celui-ci est nommé ministre du Budget dans le gouvernement de Jacques Chirac.
Françoise de Panafieu est élue députée sous son nom une première fois le 12 juin 1988 (réélue en 1993 et 1997 dans la dix-septième circonscription de Paris, à cheval sur les 17e et 18e arrondissement de Paris). Avant elle, son père (1962-1974), puis sa mère (1974-1986), ont représenté le 17e arrondissement à l'Assemblée nationale.
Elle cède son siège de député à son suppléant Roland Coche en 1995 quand elle entre dans le gouvernement d'Alain Juppé en tant que ministre du Tourisme. Elle est « débarquée » 6 mois plus tard en même temps qu'un certain nombre de femmes du gouvernement (surnommées les juppettes). Elle poursuit sa carrière politique à la mairie de Paris où, sous le mandat de Jean Tiberi, de 1995 à 2001, elle est cette fois adjointe chargée des parcs, jardins et espaces verts (elle est adjointe au maire de Paris sans interruption de 1980 à 2001).
De fin septembre 1996 à juin 1997, elle est ambassadeur, délégué permanent de la France auprès de l’UNESCO, organisation basée à Paris.
En juin 1997, elle réintègre l'Assemblée nationale dans sa circonscription historique. À la suite de la défaite du RPR aux élections, elle prend parti en faveur de Philippe Séguin, contre Alain Juppé, pour qu'il prenne la tête du parti chiraquien.
En 2000, Françoise de Panafieu échoue à l'investiture du RPR pour l'élection municipale de 2001 à Paris. Elle est devancée par Philippe Séguin qui sera lui-même concurrencé lors du scrutin par le maire (exclu du RPR) de Paris Jean Tiberi et finalement battu par le candidat socialiste Bertrand Delanoë. Elle est élue maire du 17e arrondissement avec 50,60 % des suffrages contre la candidate apparentée communiste proposée par l'union PS-Verts-PC, Clémentine Autain (35,05 %), et le candidat tibériste Bernard Lafay (14,33 %).
Aux législatives de juin 2002, sentant sa réélection difficile dans sa circonscription d'origine, l'est du 17e arrondissement, elle se présente en tant que dissidente dans la seizième circonscription de Paris voisine contre le député RPR/UMP sortant, Bernard Pons. Elle est élue députée le 16 juin 2002, pour la XIIe législature (2002-2007) et reprend les couleurs de la nouvelle UMP. Elle est alors nommée Vice-présidente du groupe UMP à l’Assemblée nationale – membre de la commission des Affaires culturelles, familiales et sociales de l’Assemblée nationale, de la Commission nationale pour l’éducation, la science et la culture (Unesco) et de la délégation de l’Assemblée nationale aux droits des femmes et à l’égalité des chances entre les hommes et les femmes. Lors de l'invalidation de l'élection législative dans son ancienne circonscription le 21 novembre 2002, elle soutient le candidat UMP Patrick Stefanini, qui est battu par Annick Lepetit.
En 2005, elle devient secrétaire nationale de l'UMP, chargée de la culture, puis en 2006 « déléguée générale chargée des questions de société ».
Lors des élections législatives des 10 et 17 juin 2007, elle est réélue députée de la 16e circonscription (ouest du 17e arrondissement) dès le premier tour avec 64,68 % des voix contre notamment 12,50 % à Christine Goubert-Martin (PRG) et 3,10 % à Yves Contassot (Verts).

#### Candidate UMP à la mairie de Paris en 2008
Le 25 février 2006, lors du premier tour des élections primaires, vote qui s'est en partie déroulé sur Internet, Françoise de Panafieu a obtenu 40,69 % des suffrages. Elle devance Claude Goasguen, chef de l'opposition municipale au Conseil de Paris depuis 2001, qui a recueilli 23,43 % des voix, Pierre Lellouche, qui obtient 18,95 % des suffrages, et l'ancien maire de la capitale, Jean Tiberi, qui arrive en quatrième position avec 16,98 % des voix. Pierre Lellouche comme Claude Goasguen contestèrent certaines modalités de cette campagne, dont une affaire de sondage commandé à l'Institut français d'opinion publique (IFOP) par des proches de la candidate.
Le 28 février 2006 et à la suite du retrait de Claude Goasguen pour le second tour, Françoise de Panafieu devient la candidate de l'UMP à la mairie de Paris en 2008.
Le 25 septembre 2006, les élus UMP du Conseil de Paris élisent Françoise de Panafieu à la présidence du groupe UMP. Claude Goasguen, l'ancien titulaire en devenait le vice-président alors que Jean-François Legaret, le maire du 1er arrondissement, devenait vice-président délégué. Quelques élus, anciennement élus en 2001 sous les couleurs tibéristes, manifestèrent leur mécontentement en ralliant l'UDF ou les non-inscrits, comme son ancien opposant interne dans le 17e, Philippe Lafay, mais aussi Jean-Pierre Pierre-Bloch ou Jean-Louis Arajol (le seul encore inscrit au groupe UMP). D'autres comme René Galy-Dejean, non reconduit pour les élections municipales de 2008, fondèrent en octobre 2007 un nouveau groupe d'opposition (de cinq élus) au sein du conseil municipal.
Après les primaires est créée une association de soutien sur laquelle la députée de Paris s'appuie pour sa campagne municipale : Paris en vie, fondée par des jeunes et anciens jeunes UMP du 17e arrondissement de la capitale.

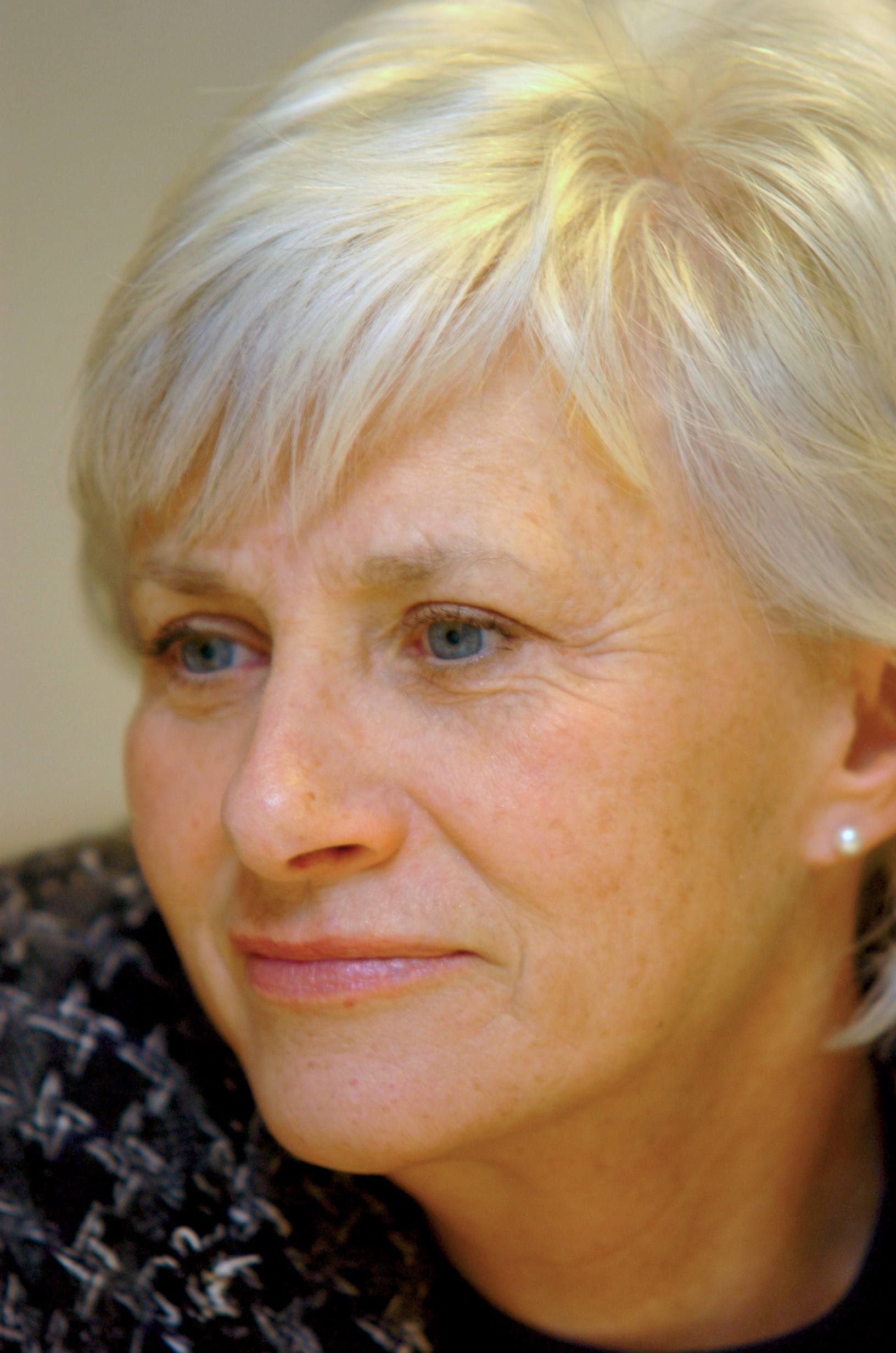
Françoise de Panafieu, le 28 janvier 2008 à Paris.

Lors de la campagne municipale de Paris, elle propose notamment, en décembre 2007, de revenir sur la suppression de la carte « Paris famille » et de la mise sous condition de ressources de l'Allocation Paris Petite Enfance effectuée par son adversaire, le maire de Paris Bertrand Delanoë. Elle propose d'allouer 300 euros par mois aux familles qui ne disposeraient pas de places en crèche afin de rémunérer une assistante maternelle, de faire de la garde d'enfant un droit opposable et d'imposer la construction de « microcrèche » de 100 m2 dans les nouveaux ensembles immobiliers. Dans son programme présenté en janvier 2008, elle complète ses propositions, promettant notamment la livraison de 42 000 nouveaux logements sur six ans, dont 24 000 logements neufs, sociaux ou intermédiaires, ainsi que la suppression du domaine immobilier privé de la Ville, reconverti en logements sociaux ou intermédiaires. Enfin, elle milite pour que Paris accueille l’exposition universelle de 2020.
La liste UMP/Nouveau Centre qu'elle conduit lors des élections municipales des 9 et 16 mars 2008 est battue par celle conduite par Bertrand Delanoe, le maire sortant. Elle ne parvient pas à mobiliser les électeurs parisiens (43 % d'abstention) ni à convaincre le MoDem de s'allier à ses listes. Si les listes UMP/NC/Divers droite remportent les 8 arrondissements déjà détenus par la droite, l'opposition municipale perd néanmoins quelques conseillers de Paris et ne parvient pas à conquérir le moindre arrondissement. Bien que réélue dans le 17e arrondissement avec 52,75 % des voix, Françoise de Panafieu renonce à diriger le groupe UMP au conseil municipal et annonce renoncer également à sa fonction de maire de l'arrondissement au profit de son adjointe Brigitte Kuster.
En 2011, Françoise de Panafieu annonce qu'elle ne se représentera pas aux élections législatives de 2012. Elle n'est pas non plus candidate aux élections municipales de 2014, après 35 ans au Conseil de Paris.
Début 2014, elle devient membre de la haute autorité présidée par la juriste Anne Levade chargée d'organiser les primaires de l'UMP en 2016.

## Prises de position
Avec un total de 9 % de logements sociaux, le 17e arrondissement de Paris était classé fin 2005 en 8e position pour le nombre de tels logements, et en 6e position pour l'accueil des SDF. La loi SRU n'imposant pas de tendre à 20 % le niveau de logements sociaux au niveau de l'arrondissement mais de la ville (moyenne de 14,3 % à Paris), elle cherche ainsi à préserver une certaine mixité sociale en imposant dans les futurs programmes de reconversion de terrains de l'État (RFF-SNCF) plus de 50 % de logements accessibles à la propriété pour les classes moyennes (dont les couples avec deux enfants).
Françoise de Panafieu vote contre le PACS en 1999. En 2008, alors candidate à la mairie de Paris, l'élue revient sur sa position en déclarant : « Je me suis trompée, il vaut mieux reconnaître ses erreurs. […] Je n’ai pas compris à l’époque qu’il y avait une vraie attente dans la population de ce type de contrat ».
En 2003, Françoise de Panafieu déclare que le maire de Paris « n'a pas sa place en tête de la Gay Pride », évoquant une forme de prosélytisme, un « zèle intempestif, une façon trop directe de soutenir ce mouvement ». Claude Goasguen, alors président du groupe UMP au Conseil de Paris, prend ses distances avec cette position. Lors des élections municipales de 2008, Françoise de Panafieu annonce vouloir se rendre à la Gay Pride si elle remporte le fauteuil du maire, prenant ainsi le contre-pied de ses précédentes déclarations.
En 2000, elle vote contre la réforme de l'IVG et de la contraception. Trois ans plus tard, elle s'oppose à l'amendement défendu par le député UMP de Gironde, Jean-Paul Garraud, visant à instaurer un délit « d'interruption involontaire de grossesse ».
Toujours dans le domaine des affaires sociales, Françoise de Panafieu a pris part au débat sur la prostitution, se déclarant favorable à la réouverture des maisons closes. Elle dépose, en janvier 2001, une proposition de résolution sur le sujet à l'Assemblée nationale sous forme d'une commission d'enquête.

## Mandats
- 1979 - 1983 : élue conseillère (RPR) et adjointe au maire de Paris, chargée des questions périscolaires
- 14 mars 1983 - 19 mars 1989 : réélue conseillère (RPR) de Paris (16e arrondissement) et adjointe au maire de Paris (Jacques Chirac), chargée de la culture
- 2 avril 1986 - 14 mai 1988 : députée de Paris 18e
- 13 juin 1988 - 1er avril 1993 : députée de Paris 18e
- 20 mars 1989 - 18 juin 1995 : adjointe au maire de Paris (RPR)
- 2 avril 1993 - 18 juin 1995 : députée
- 18 juin 1995 - 7 novembre 1995 : ministre du Tourisme. Elle faisait partie des Juppettes, groupe de ministres femmes renvoyées au bout de 6 mois par le Premier ministre Alain Juppé.
- 19 juin 1995 - 18 mars 2001 : réélue conseillère de Paris du 17e arrondissement.
- 19 juin 1995 - 18 mars 2001 : adjointe RPR au maire de Paris (Jean Tiberi), chargée des parcs, jardins et espaces verts.
- 1er septembre 1996 - 31 mai 1997 : ambassadeur, délégué permanent de la France auprès de l'UNESCO (Organisation des Nations unies pour l'éducation, la science et la culture)
- 1er juin 1997 - 18 juin 2002 : députée
- 16 juin 2002 - 17 juin 2007 : députée
- mars 2001-mars 2008 : maire du 17e arrondissement de Paris.
- 18 juin 2007 - 19 juin 2012 : députée UMP de la 16e circonscription de Paris ; membre de la commission des affaires culturelles, familiales et sociales de l'Assemblée nationale et membre de la délégation de l'Assemblée nationale aux droits des femmes et à l'égalité des chances entre les hommes et les femmes.
- Membre du conseil municipal du 17e arrondissement.
- Conseillère de Paris de 1979 à 2014.
- Membre de la direction nationale de l'UMP chargée des « questions de société ».

## Décoration
Le 18 avril 2014, Françoise de Panafieu est nommée au grade de chevalier dans l'ordre national de la Légion d'honneur au titre de « ancienne ministre, ancienne députée de Paris ; 37 ans de services » puis faite chevalier le 28 novembre 2014. Elle est promue au grade d'officier le 15 janvier 2025 au titre de « ancienne députée de Paris ».

## Publications
- Ne jetez pas la démocratie avec l’eau du bain, 2001.
- Mon Paris gagnant, Paris, L'Archipel, 2006. 137 p.